# Valeur ajoutée
Valeur ajoutée (Frans voor toegevoegde waarde) of V.A. is een muziektheoretische term die duidt op een korte tijdswaarde, die toegevoegd wordt aan een willekeurig ritme. Dit kan door middel van een extra noot, een punt of een rust. Deze vorm van additieve ritmiek werd ontwikkeld door Olivier Messiaen.

## Voorbeeld
Hieronder staat een eenvoudig voorbeeld van een valeur ajoutée van een bepaald ritme. De toevoeging wordt aangegeven met een pijltje.
Het basisritme: 

Dit ritme als valeur ajoutée (3 mogelijkheden):